# サイザルアサ
サイザルアサ（学名：Agave sisalana）は、キジカクシ科リュウゼツラン属の植物、またはこれから取れるロープなどに使う繊維。

## 特徴
アサ科アサ属の「アサ」とは植物学的に全くの別種だが、歴史的に最も使われてきた繊維である麻にちなんで「サイザルアサ」と命名された。「サイザル」は、この繊維が以前よく船で積み出しされていたユカタン半島のサイザル港にちなむ。
長さ1.5メートルから2.0メートルの剣のような形の葉で構成されるロゼットを形成する。若い葉の縁には細かい鋸歯があるが、成熟するとともになくなる。不稔性で、分枝によって増殖する。
サイザルアサは実をつけない雑種であるが、原種はよくわかっていない。原産地であると考えられているメキシコのチアパス州に固有の小規模農産物の調査結果によると、A. angustifolia と A. kewensis の交雑種ではないかと考えられている。
19世紀にサイザルアサの栽培は世界中に広がった。現在ではフロリダからカリブ諸島、ブラジル、タンザニアを中心とするアフリカ各国、アジアなどで栽培され、中心的な繊維作物となっている。
ダーツ（ハードダーツ）の的の材料としても知られており、束ねた繊維を約10トンでプレスして生産する。